# Natius d'Alaska
Els Natius d'Alaska són els pobles indígenes d'Alaska, Estats Units: iñupiat, yupiks, aleuts, eyaks, tlingit, haida, tsimshians, i un nombre de cultures atapascanes septentrionals. Sovint es defineixen pels seus grups lingüístics. Els nadius d'Alaska estan inscrits en entitats tribals natives d'Alaska reconegudes a nivell federal, que al seu torn formen part de 13 Corporacions regionals d'Alaska, que administren la terra i els drets financers.

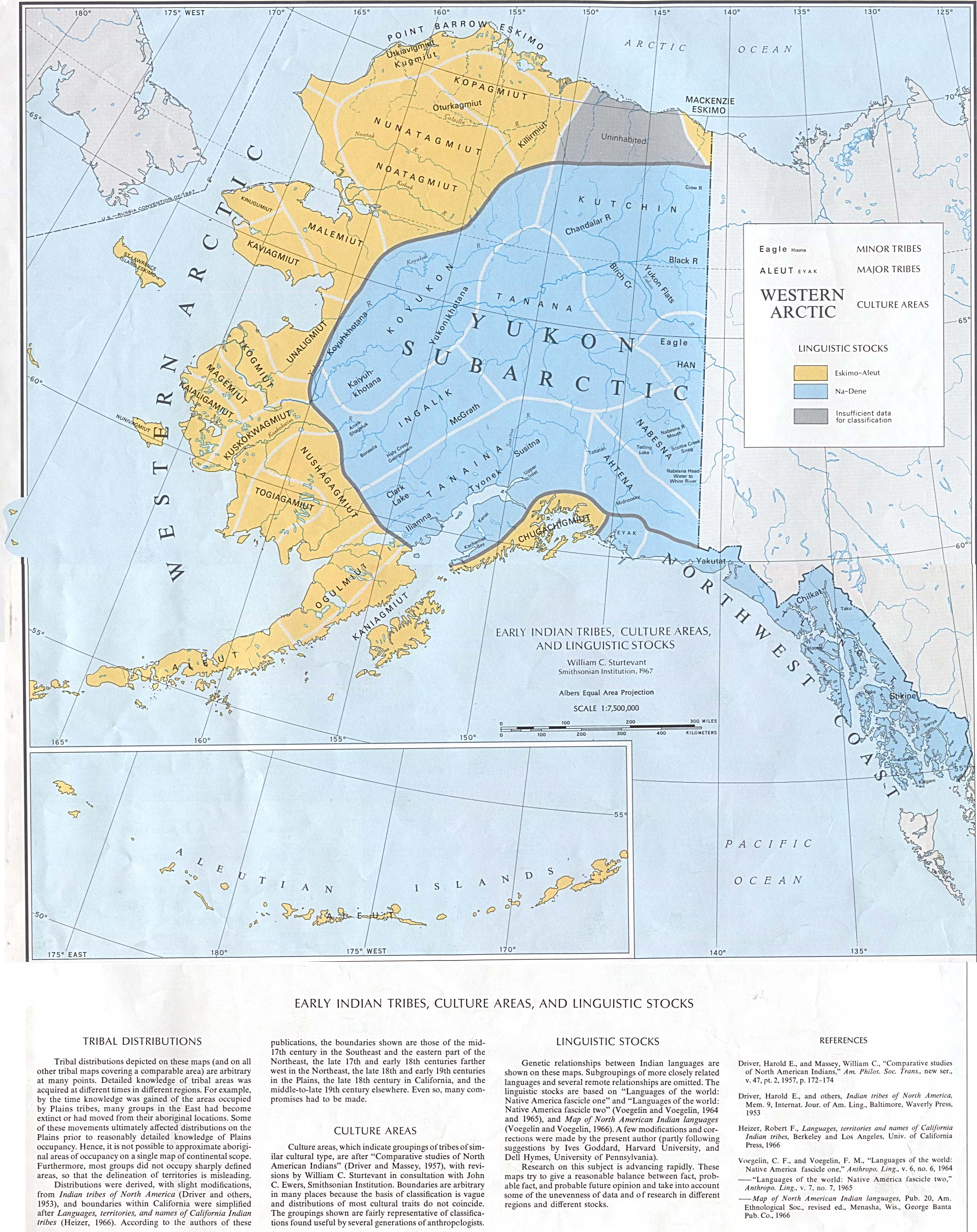
Llengües natives d'Alaska

## Història
Se sap que els avantpassats dels natius d'Alaska emigraren a la zona fa milers d'anys, en almenys dues onades diferents. Alguns són descendents d'una tercera onada d'immigració en què la gent es va assentar a tota la part septentrional d'Amèrica del Nord. Mai van migrar a les zones del sud. Per aquesta raó els estudis genètics mostren que no estan estretament relacionats amb els nadius americans d'Amèrica del Sud. Al llarg de les zones de l'Àrtic i del nord van establir variables culturals indígenes complexes que s'han succeït en el temps.
Van desenvolupar sofisticades formes de tractar amb el clima desafiant i el medi ambient, i les cultures arrelaren en el lloc. Els grups històrics han estat definits per les seves llengües, que pertanyen a diverses famílies lingüístiques.
Arribant des de Sibèria per vaixell a la meitat del segle xviii, els russos van començar a comerciar amb els natius d'Alaska, especialment quan es van assabentar de la qualitat de les seves pells. Els russos establiren nous assentaments al voltant dels llocs comercials i arribaren els missioners ortodoxos russos. Els comerciants britànics i nord-americans en general no van arribar a la zona fins al segle xix, i en alguns casos els missioners no foren actius fins al segle xx. Aquesta història és evident en l'elevat nombre de congregacions d'avui entre els cristians ortodoxos russos a Alaska, on la majoria dels seus membres són natius d'Alaska.

## ANCSA i després (de 1971 fins ara)
El 1971 el congrés dels Estats Units aprovà l'Llei de reclamacions dels natius d'Alaska (ANCSA), que va establir terra i crèdits financers per a terres i recursos que els havien arrabassat els americans europeus. Es preveia la creació de 13 Corporacions regionals d'Alaska per administrar aquestes reclamacions. Igual que al Canadà es defineix per separat l'estatut d'inuit i Primeres Nacions, que són reconeguts com a pobles diferents, als Estats Units els natius d'Alaska són en alguns aspectes tractats pel govern per separat dels altres amerindis dels Estats Units. Això està en part relacionat amb les seves interaccions amb el govern dels EUA en un període històric diferent al dels pobles indígenes a les colònies i el primer període federal.
Els europeus i els nord-americans no han sostingut trobades amb els natius d'Alaska fins a finals del segle xix i principis del XX, quan molts van ser atrets a la regió durant les febres de l'or. Als natius d'Alaska no se'ls va assignar parcel·les de terra a títol individual en el marc de la Llei Dawes de 1887, però van ser tractats en el seu lloc en el marc de l'Alaska Native Allotment Act de 1906. Aquesta va ser derogada el 1971, arran de l'ANSCA, en què es van acabar les reserves. Una altra diferència característica és que els governs tribals natius d'Alaska no tenen el poder de recaptar impostos per assumptes tractats en les terres tribals, per la decisió del Tribunal Suprem dels Estats Units a Alaska v. Native Village of Venetie Tribal Government  (1998). A excepció dels tsimshian, els nadius d'Alaska ja no manenen reserves però no controlen algunes terres. En virtut de la Llei de Protecció de Mamífers Marins de 1972 els nadius d'Alaska tenen reservat el dret d'aprofitament de la cacera de balenes i altres mamífers marins.

## Subsistència
La recollida d'aliments de subsistència segueix sent una activitat econòmica i cultural important per a molts natius d'Alaska. A Barrow (Alaska) en 2005 més del 91% de les llars inupiat entrevistades encara participaven en l'economia de subsistència local, en comparació amb l'aproximadament 33% de les llars no inupiat que utilitzaven els recursos silvestres obtinguts de la caça, la pesca o la recol·lecció.
Però, a diferència de moltes tribus en els estats contigus dels Estats Units, els indígenes d'Alaska no tenen tractats amb els Estats Units que protegeixin els seus drets de subsistència, a excepció del dret a la pesca de balenes i altres mamífers marins. l'Llei de reclamacions dels natius d'Alaska extingeix explícitament la caça i els drets de pesca a l'estat d'Alaska.

## Cultures
A continuació es mostra una llista completa de les diferents cultures natives d'Alaska, que es defineixen en gran manera per les seves llengües històriques. Dins de cada cultura hi ha tribus diferents.

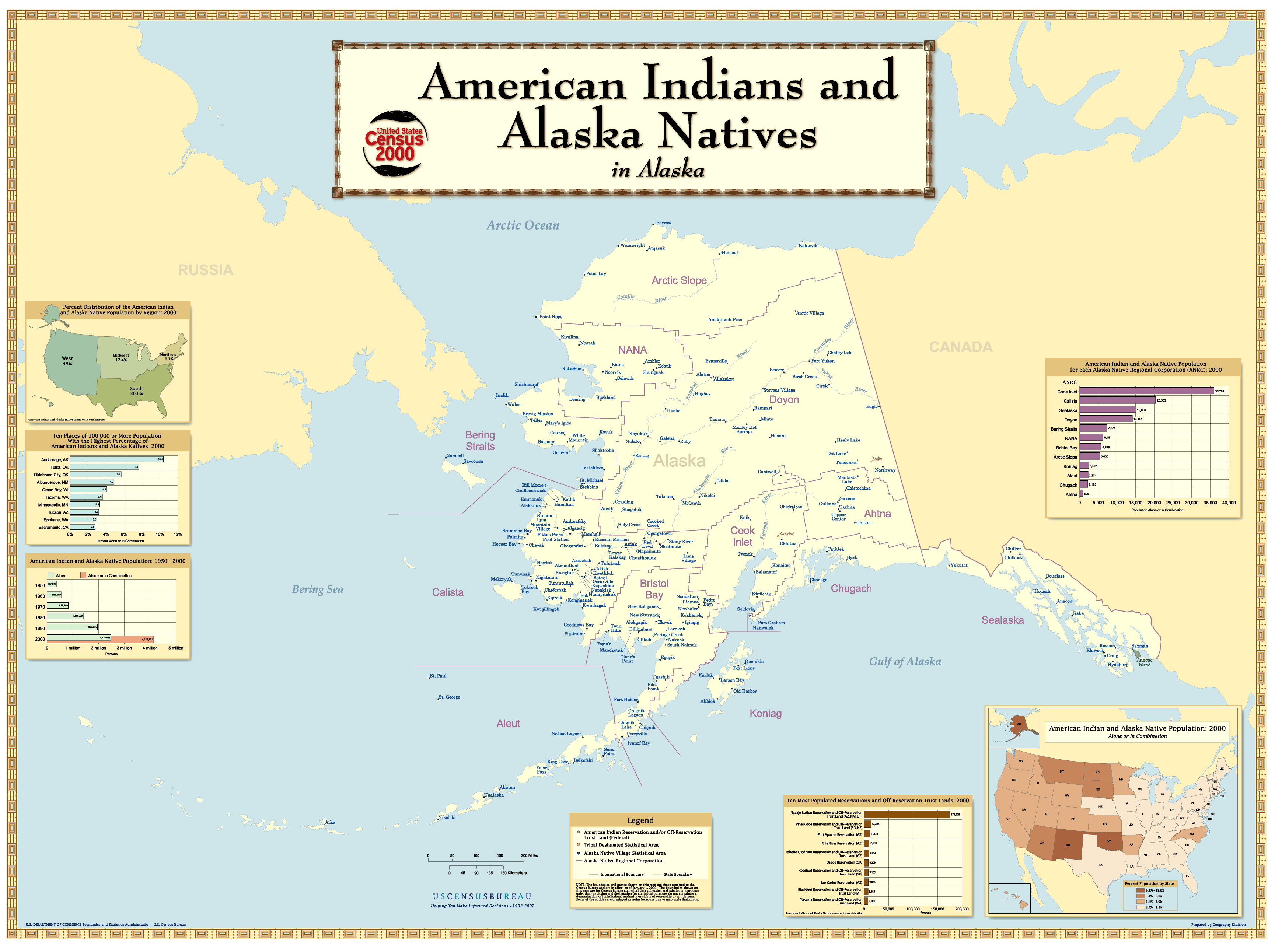
Amerindis i natius d'Alaska.

- Amerindis i natius d'Alaska.Atapascanes
  - Ahtna
  - Deg Hit'an
  - Dena'ina
  - Gwich’in
  - Hän
  - Holikachuk
  - Kolchan
  - Koyukon
  - Lower Tanana
  - Tanacross
  - Upper Tanana
- Eyaks
- Haida
- Tlingit
- Tsimshian
- Eskimo
  - Iñupiat, grup Inuit
  - Yupik
    - Yupik siberià
    - Yup'ik
      - Cup'ik

    - Sugpiaq (Alutiiq, Alutiqu)
      - Chugach
      - Koniag